# Megatoma variegata
Megatoma variegata is een keversoort uit de familie spektorren (Dermestidae). De wetenschappelijke naam van de soort werd in 1875 gepubliceerd door George Henry Horn.